# 西姆斯 (阿肯色州)
西姆斯（英語：Sims）是位於美國阿肯色州蒙哥馬利縣的一個非建制地區。該地的面積和人口皆未知。

## 地理
西姆斯的座標為34°39′33″N 93°41′28″W / 34.65917°N 93.69111°W，而該地的平均海拔高度為221米（即725英尺）。